# Beat Ernst Leuenberger
Beat Ernst Leuenberger (Burgdorf, 27 de agosto de 1946 - Berlín, 20 de mayo de 2010) fue un botánico suizo (de habla alemana), y curador del Jardín y Museo Botánico de Berlín-Dahlem. Fue un renombrado especialista en la familia de Cactaceae.

## Biografía
Además de su trabajo en el herbario Leuenberger realizó numerosas expediciones botánicas que lo llevaron a la mayoría de las áreas ricas en plantas suculentas. Su primera gran empresa la dirigió a Togo. Y fue seguido por viajes a México, Namibia, Argentina, Bolivia, Brasil, Chile, Guyana.
Beat Ernst Leuenberger estaba casado con la botánica Silvia Arroyo-Leuenberger. Murió de cáncer de páncreas.

## Algunas publicaciones
Leuenberger, Beat Ernst (2004). «Las Cactaceae del herbario  Willdenow, y  Willdenow (1813)». Willdenowia 34: 309-22. Archivado desde el original el 12 de febrero de 2012.

## Literatura
- Urs Eggli. Beat Ernst Leuenberger (1946–2010). Ein akribischer Forscher. En Kakteen und andere Sukkulenten 62 ( 4) 2011, : 99–104

- Roberto Kiesling. Obituario: Beat Ernst Leuenberger (1946–2010). En: Boletín de la Sociedad Argentina de Botánica 45 (1/2) 2010, : 221–222 (en línea)

- Hans Walter Lack, Thomas Raus. Beat Ernst Leuenberger (1946–2010). En: Willdenowia 40 ( 2) 2010, : 369–374, doi 10.3372/wi40.40216

- La abreviatura «Leuenb.» se emplea para indicar a Beat Ernst Leuenberger como autoridad en la descripción y clasificación científica de los vegetales.[1]

Tuvo una producción de dieciséis identificaciones y nombramientos de nuevas especies: registros IPNI; publicándolos habitualmente en : Bradleya; Bot. Jahrb. Syst.; Cactaceae Consensus Init.; Mem. New York Bot. Gard.; Willdenowia.